# XXI
XXI est une revue française de journalisme de récit, créée en janvier 2008. Disponible en ligne sur Revue21.fr, vendue en librairie, chez les marchands de journaux et sur abonnement, elle est diffusée à 22 000 exemplaires en moyenne,. De 2018 à octobre 2023, XXI fait partie du groupe de médias indépendants QUATRE au côté de TOPO, La Revue Dessinée et 6Mois.
Depuis fin octobre 2023, XXI appartient au groupe de presse Indigo Publications,. XXI se déploie depuis le 19 février 2024 sur internet avec le site Revue21.fr, qui propose les contenus de la revue imprimée et des articles exclusifs. Chaque semaine, la rédaction creuse un sillon, à partir d'une histoire incarnée qui permet de raconter un système, un enjeu global, déployé à travers plusieurs formats journalistiques.

## Histoire
Sans publicité, sous-titrée « La revue de l'investigation et du grand reportage » (après avoir été sous-titrée en 2019 « Dans l'intimité du siècle » et « L'information grand format » jusqu'en 2020), XXI, revue de grands reportages (sous forme de textes, de dessins, de photos ou de bandes dessinées), est aujourd'hui disponible en ligne sur Revue21.fr en librairie ou par abonnement. Pour ses fondateurs, « l'idée était de rassembler le meilleur du journalisme avec le meilleur de l'édition » sur le modèle des grands reportages américains du New Yorker et de Vanity Fair.

Ancien logo jusqu'en 2020.

Lors de ses débuts, la société appartient essentiellement aux fondateurs Laurent Beccaria (patron des éditions Les Arènes) et Patrick de Saint-Exupéry (ex-grand reporter au Figaro) (33 % chacun) ainsi qu'aux éditions Gallimard (20 %), dont le poids dans le milieu éditorial permet à la nouvelle revue d'avoir une très ample diffusion de départ en librairie, dès ses premiers numéros. Le reste est détenu par des actionnaires individuels.
Un hors-série de XXI titré Histoires de livres a été réalisé par l'équipe de la revue à l'occasion de l'édition 2009 de la journée « Un livre, une rose » créée à l'initiative de l'association Verbes comme une transposition, en France, de la fête catalane de Sant Jordi.
En 2011, Laurent Beccaria et Patrick de Saint-Exupéry lancent 6Mois, un semestriel de photojournalisme, avec la même politique d'indépendance financière et de distribution en librairie.
Le 1er juillet 2014, la société Rollin publications, qui édite la revue, rachète les parts du groupe Gallimard. En février 2017, Christophe Boltanski (reporter à Libération puis à L'Obs) devient le rédacteur en chef de la revue.
En janvier 2018, la revue XXI lance l'hebdomadaire Ebdo, qui est un échec retentissant : après seulement onze numéros, trois mois après son lancement, le journal cesse de paraître. L'éditeur Rollin est placé en liquidation judiciaire. En mai 2018, La Revue dessinée, associée aux éditions du Seuil reprend les revues XXI et 6Mois. Christophe Boltanski laisse sa place de rédacteur en chef à Marion Quillard et Léna Mauger, journalistes de la revue depuis plus de dix ans.
Le 10 janvier 2020, le 49e numéro de XXI paraît avec une nouvelle formule. La revue compte alors 8 000 abonnés,.
La revue connaît une crise de gouvernance en 2022, après la nomination comme directeur de la rédaction de l'actionnaire minoritaire David Servenay.
En juillet 2023, la revue serait, selon Libération, proche du dépôt de bilan. Le 8 août 2023, elle est placée en redressement judiciaire par le tribunal de commerce de Paris. Le 27 octobre 2023, le groupe de presse Indigo Publications reprend la revue XXI. De son côté, 6Mois disparaît pour être intégrée à une nouvelle formule XXI, tant dans sa version papier que numérique,. 

## Récompenses
Plusieurs articles de XXI ont eu un impact médiatique important.
Ainsi « Bienvenue chez Mugabe », de Sophie Bouillon, qui a reçu le prix Albert-Londres pour cet article, ou « Le nazi de Damas », traitant des activités d'Aloïs Brunner en Syrie, ou encore « Réarmez-les », traitant du soutien de la France aux forces armées rwandaises, responsables du génocide des Tutsis au Rwanda.
Anna Miquel (d) a reçu en 2008 le prix Louis-Hachette pour l'enquête « Les Crocodiles du Zaïre ». revenant sur la disparition en 1985 de Philippe de Dieuleveult.
Marion Quillard a reçu l’European Press Prize pour « Que celles qui ont été violées lèvent la main », traitant du « business du viol » en République démocratique du Congo.